# Felix-Fechenbach-Gesamtschule Leopoldshöhe

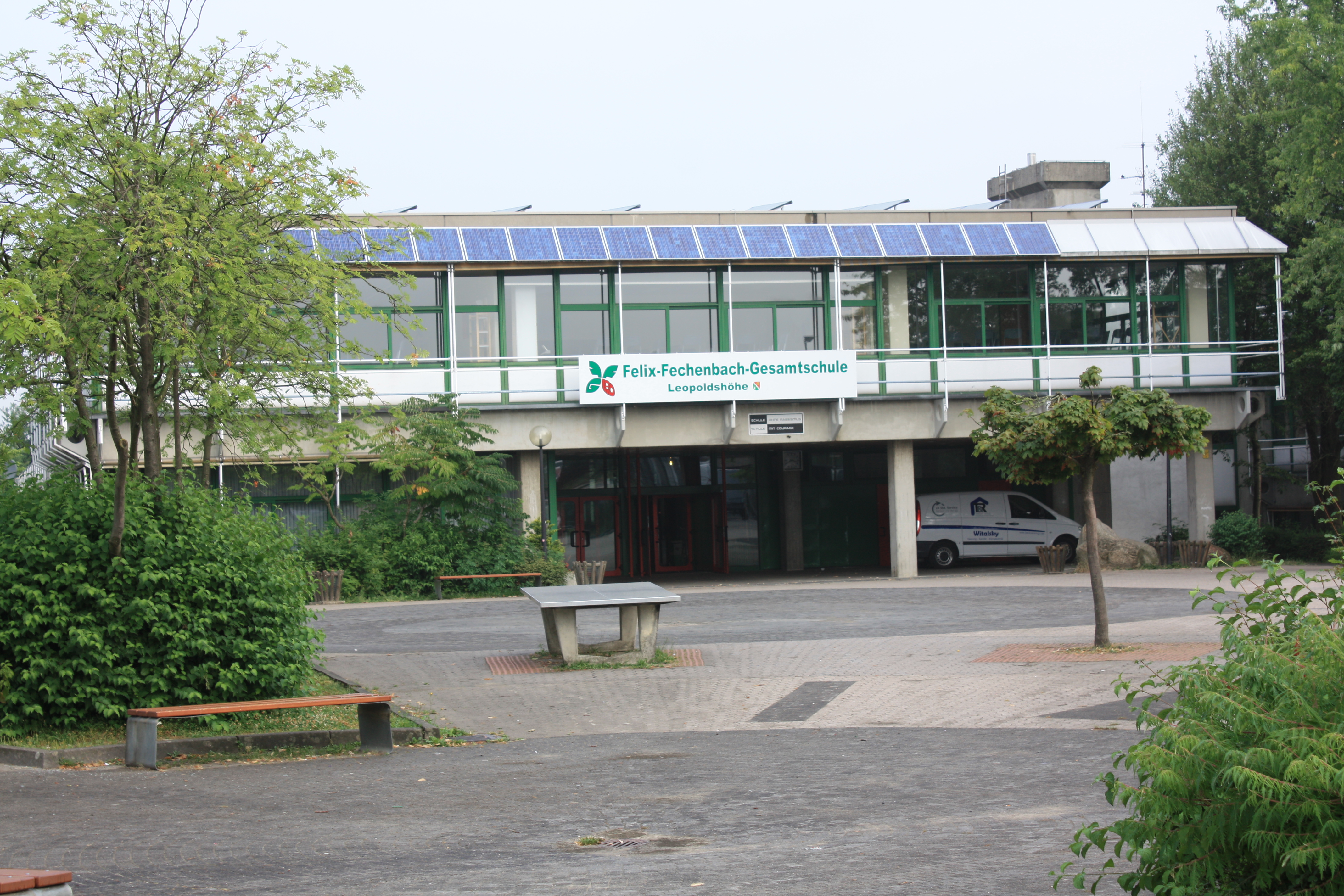
Felix-Fechenbach-Gesamtschule

Die Felix-Fechenbach-Gesamtschule ist eine Ganztagsschule in Leopoldshöhe im Kreis Lippe. Sie ging 1977 aus einer Hauptschule hervor.
Ihr Einzugsgebiet ist die Gemeinde Leopoldshöhe und die umliegenden Orte Lage, Bad Salzuflen, Bielefeld und Oerlinghausen.
Der Namensgeber der Schule ist Felix Fechenbach, ein politischer Dichter und Journalist.

## Geschichte
Im Jahre 1977 wurde durch den Beschluss des Gemeinderates von Leopoldshöhe und des Kultusministerium, die Gründung und der Neubau der Gesamtschule bewilligt. Am 22. August 1977 begann erstmals der Unterricht an der neuen Gesamtschule für 269 Fünft- und Sechstklässler. Der Übergang von Haupt- in Gesamtschule vollzog sich in den folgenden Jahren.
Gegründet wurde die Gesamtschule als einzige vierzügige SI-Halbtagsschule. Alle anderen Gesamtschulen-Projekte Nordrhein-Westfalens begannen achtzügig und mit einer Sek II.
In den weiteren Jahren erweiterte sich die Gesamtschule in vielen Bereichen. Wegen Raum- und Platzmangel wurden neue Erweiterungsbauten genehmigt. Außerdem wurde die gymnasiale Oberstufe im Jahre 1983 gestartet und begann erstmals im darauffolgenden Jahr. Seit 1991 gibt es die Schule als Ganztagsschule. 2004 wurde der Mensaverein gegründet, der sich um die Pausengestaltung kümmert.
Seit 1968 war Horst Ziebel Schulleiter (bis 1977 Hauptschule, dann bis 1980 Gesamtschule), Dr. Gerfried Stanzel übernahm den Posten 1981 und behielt ihn bis 2007. Im August 2007 wurde die Verantwortung der Schulleitung an Uwe Scheele übertragen.
Zu Beginn des Schuljahres 2016 übernahm Manfred Kurtz, er ist seit 1987 im Lehrkörper der Schule, das Amt als aktueller (2024) Schulleiter. Ihm steht Kathrin Slotta als Stellvertreterin zur Seite. Ulrike Alsdorf-Schürmans hat die Abteilungsleitung der Jahrgänge 5 bis 7, Susanne Rave die Abteilungsleitung der Jahrgänge 8 bis 10. Die Leitung der Oberstufe obliegt Ulrich Schumann während Bernd Vornholt-Niehaus die didaktische Leitung der Schule übernommen hat.

## Unterricht
Nachmittags findet Unterricht oder frei wählbare AGs (z. B. Naturfotografie, Kunst) statt. Weitere besondere Fächer sind Sozialpädagogik und der kaufmännische Lehrbereich. Freie Nachmittage werden kostenlos betreut. Für die Mittagspause gibt es verschiedene Angebote (z. B. Computer, Sport, Schülerbücherei, Essen). Außerdem existiert seit 1980 ein von Eltern gegründeter Förderverein, der verschiedene Projekte der Schule finanziert.

## Kunstprojekt
2006 nahm der 13. Jahrgang an einem bundesweiten Wettbewerb des Lehmbruck Museums in Duisburg teil.
Beim Wettbewerb 100 Jahre, 100 Talente fertigten die Schüler des Kunst-Leistungskurses verschiedene Plastiken zu dem Thema Menschen heute und morgen an, um sich unter anderem mit den Themen Schönheitswahn, Technik und Fortschritt auseinanderzusetzen. Ihre Aufgabe war es ausschließlich Papier und Pappe für die Gestaltung zu benutzen. Die Schüler wählten das Werk Babymaker aus, das ausgezeichnet und ausgestellt wurde. Es befasst sich mit dem Thema der künstlichen Herstellung von Kindern.

## Schulpartnerschaften/Partnerschulen
Die Felix-Fechenbach-Gesamtschule pflegt Schulpartnerschaften zu Frankreich, Polen und Mosambik/Boroma.

### Mit Frankreich
Seit 1985 nutzen die Schüler der Felix-Fechenbach Leopoldshöhe das Angebot eines Austausches mit dem „Collège Jean Moulin“ in Saint Gaultier im Département Indre. Dabei entstehen jeweils Partnerschaften zwischen den Schülern der 8. Klasse aus Deutschland und der 3. und 4. Klasse aus Frankreich. Die Aufenthaltsdauer in Frankreich und Deutschland beträgt für die jeweiligen Schüler etwa zehn Tage. Untergebracht sind die Teilnehmer in den Gastfamilien, wodurch sie einen Einblick in den Tagesablauf des jeweils anderen erhalten. Außerdem nehmen die Schüler an dem jeweiligen Unterricht der Partnerschule teil. Gleichzeitig finden diverse Programmpunkte statt, sodass die Schüler das Land und die Region kennenlernen. Die Schulpartnerschaft hat sich zu einer Städtepartnerschaft der beiden Gemeinden ausgeweitet, die ebenfalls regelmäßige Treffen und Besuche organisieren.
Darüber hinaus hat das Gymnasium in Argenton, einer Nachbarstadt von St. Gaultier, bereits mehrfach Schüler des 11. Jahrgangs aus Leopoldshöhe zu einem dreimonatigen Austausch aufgenommen.

### Mit Myslakowice
Die Partnerschaft mit der polnischen Schule aus Mysłakowice besteht seit Januar 1999. Seit 2002 fanden Besuche im Rahmen der Schulpartnerschaft statt. Bislang waren die Besuche ein großer Erfolg, dank Herrn Kozma, der regelmäßig Austausche mit den polnischen Schülern und den Schülern des 7. Jahrgangs der FFG organisiert.

### Mit Boroma/Mosambik
Die Felix-Fechenbach Gesamtschule hat noch eine weitere Schulpartnerschaft mit Boroma/Mosambik. Diese Partnerschaft besteht seit 1985. Die Schule in Süd-Ost-Afrika bietet Unterricht für Schüler im 6. und 7. Jahrgang. Auf Grund der ärmlichen Verhältnisse im Land wird die Schule in Boroma durch zahlreiche Spenden der FFG unterstützt, z. B. durch Sponsorenwandertage.